# 黑川溫泉
33°04′40.0″N 131°08′30.1″E / 33.077778°N 131.141694°E

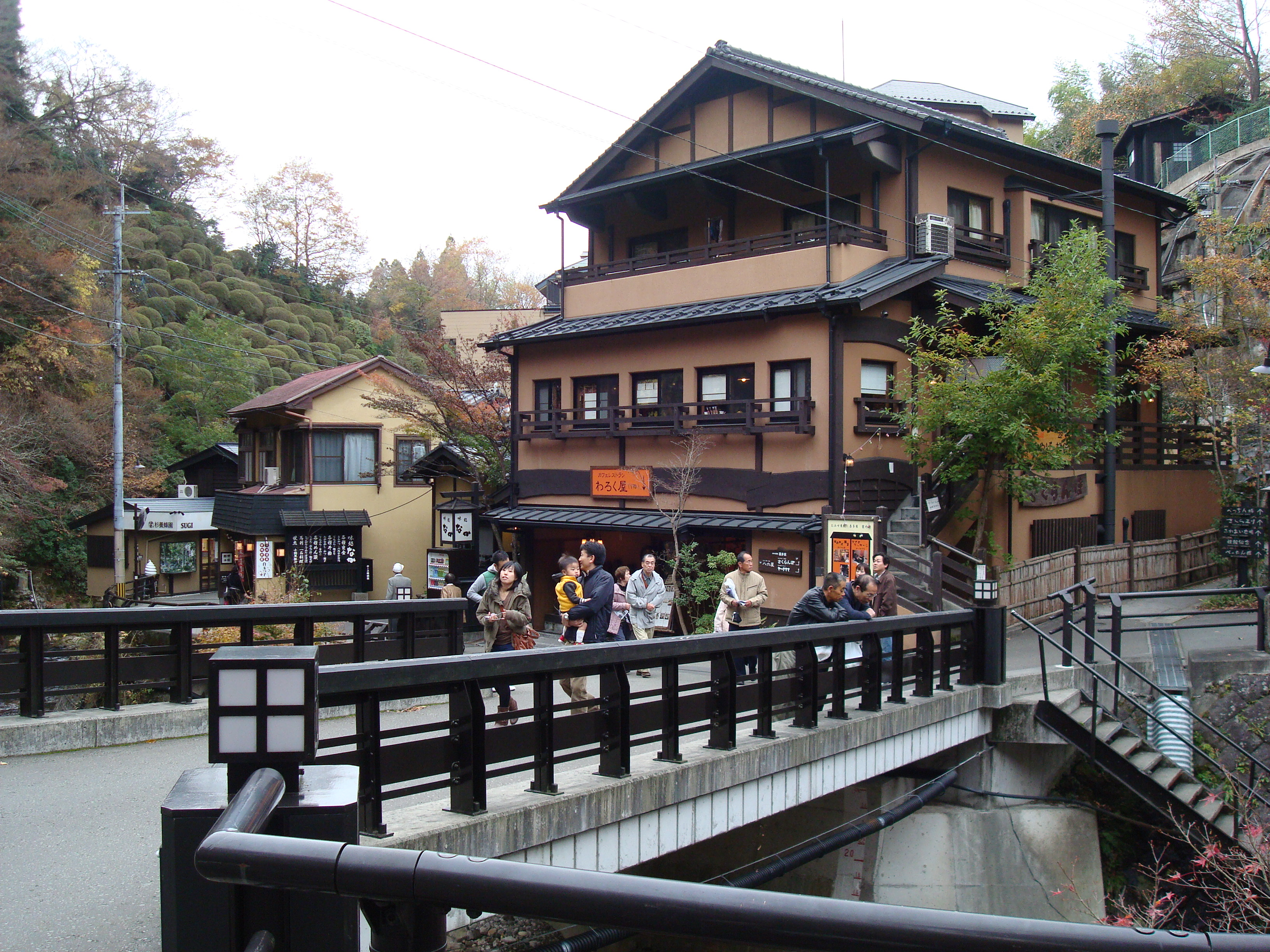
黑川溫泉區

黑川溫泉（日语：／）是位於日本熊本縣阿蘇郡南小國町的溫泉區，屬於南小國溫泉鄉之一。由於位於阿蘇山北方約20公里處，有時也被列為阿蘇溫泉鄉的一部分。在2008年觀光經濟新聞社公布的「日本溫泉100選」中，黑川溫泉為「氛圍」項目第一名。在2009年的「日本米其林旅遊指南」（Michelin Travel Guide Japan）中被列為二星等級的溫泉區。
「黑川溫泉」的名稱已在2006年登錄為地域團體商標（地域品牌）。

## 溫泉街

### 旅館街
溫泉區主要分布在田之原川溪谷兩側，共有24間日式溫泉旅館。溫泉街沿著河川東西延伸。
由於位於溪谷間，可供建築的面積有限，各旅館的規模亦不大；而在當地旅館協會的主導下，溫泉區內也不設置大型廣告看板，全區維持同樣的風格以營造出傳統的特色。
幾乎全部旅館都有露天溫泉。溫泉街中心的旅館組合事務所兼資訊處有販售杉木製作的「入湯手形」，遊客可在此購入並選擇三間旅館泡湯。

### 共同浴場
溫泉街有兩間共同浴場。
- 地藏湯
- 穴湯

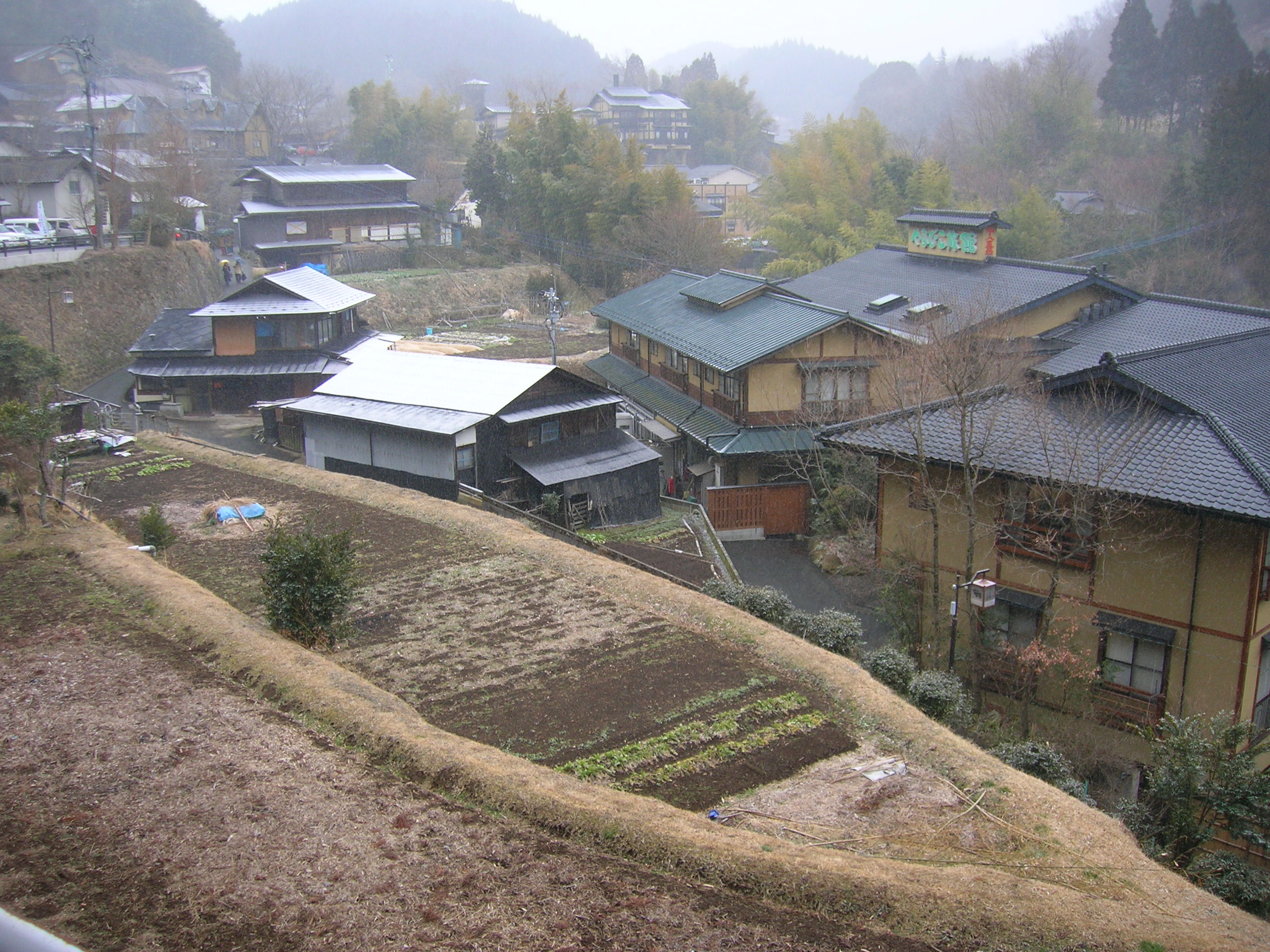
黑川溫泉區
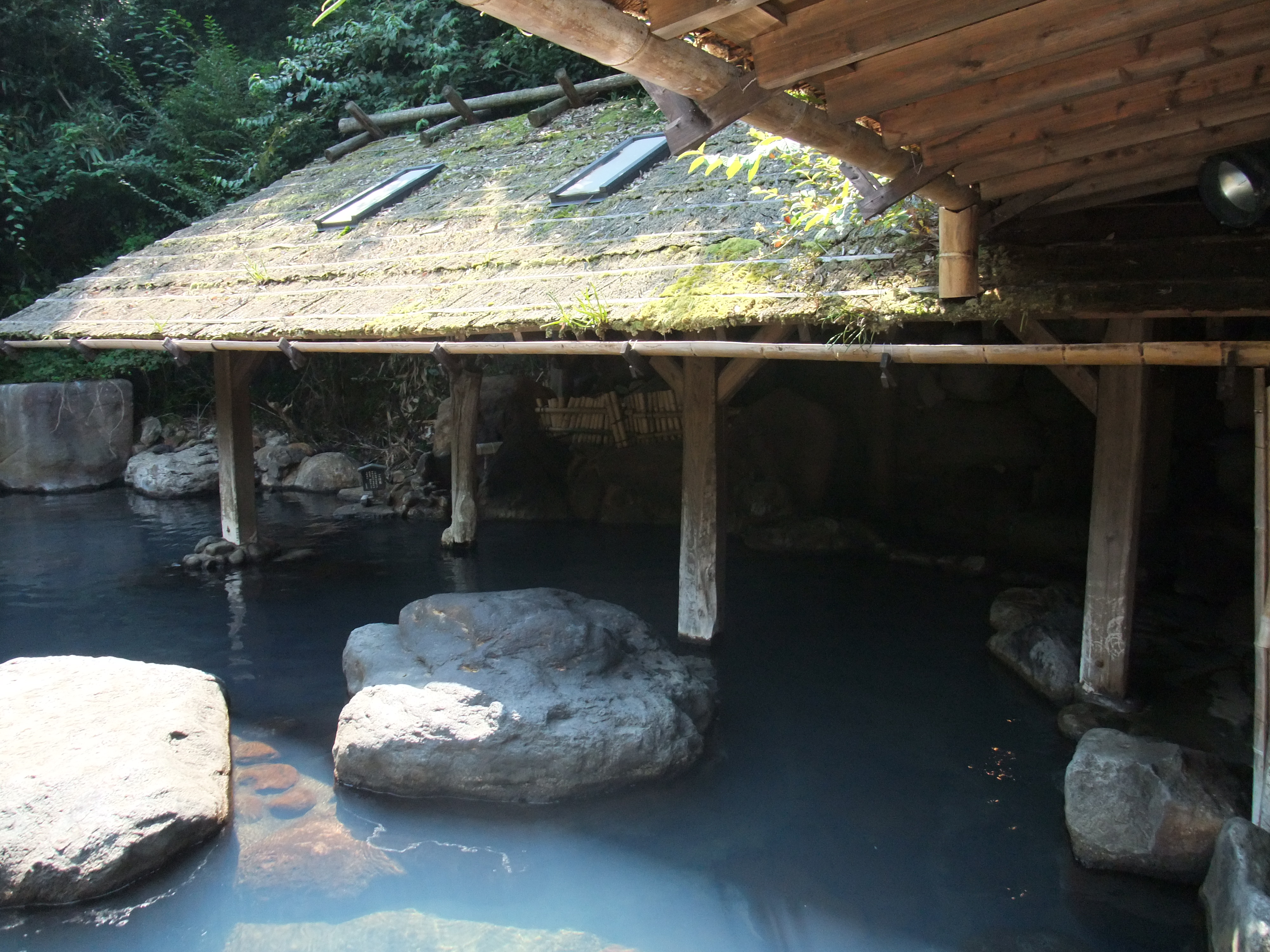
全區旅館皆採用自然風格的露天溫泉

## 歷史

### 起源
傳說過去豐後國的男子甚吉，因盜瓜而遭盜砍頭，但砍下的卻是該男子所信奉的地藏頭。村人稱之為甚吉地藏祭拜之。之後，細川藩士帶走地藏來到此地時，地藏突然變重無法移動，於是將其供奉於此，之後此地的溫泉從岩石中湧出，成為村人的浴場。此為黑川溫泉的起源。

### 黎明期
原是阿蘇外輪山的溫泉鄉，約有20多間旅館。1964年以南小國溫泉的身分被指定為國民保養溫泉地，加上山脈高速公路開通，黑川溫泉成為知名觀光地。

### 衰退與復活

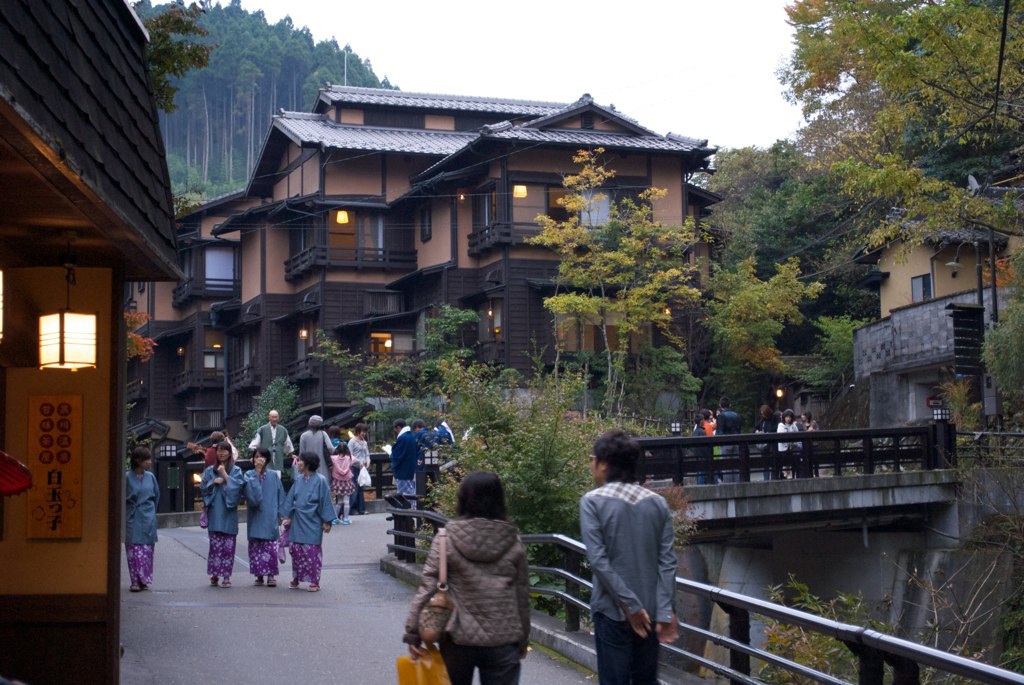
復興後的黑川溫泉

但是，假日以外的客源並未增長，本地也並未以泡湯為主打特色，而是以宴會為主。熱潮僅維持數年後便開始衰退，多間增建的旅館不斷的借款以維持經營。
此時，年僅24歲、之後被稱為黑川溫泉之父的後藤哲也開始在後山挖掘洞窟。認為「溫泉沒有魅力的話遊客不會來訪」的後藤花費3年半的時間挖掘出開口2公尺，長30公尺的洞窟並設置溫泉提供旅客使用。接著，後藤利用後山的雜木打造自然的露天溫泉。其他旅館業者隨之仿效打造露天溫泉，使得女性遊客大幅上升。
後藤追求的主題僅僅是「自然氛圍」，也是現在黑川溫泉的共同理念。此時各家開始打造自然的露天溫泉，同時為了沒有露天溫泉的旅館，後藤提出「開放所有旅館的露天溫泉」，開始販售可使用各旅館露天溫泉的「入湯手形」。接著，溫泉街採用雜木林打造統一的自然氛圍，並撤除所有看板。從此，黑川溫泉變成了充滿自然與濃郁溫泉町情懷的溫泉街。
該計畫也進行大規模宣傳，在口耳相傳之下觀光客大幅增加。1998年躍登福岡旅行情報誌「JALAN九州發」的人氣觀光地調査第1位。2000年以後也不斷有電視節目與多家雜誌採訪報導，成為全國知名的溫泉地。此熱潮也延燒到海外，至今可見大量有周與歐美各國的觀光客來此住宿。

## 交通方式
利用大眾交通前往黑川溫泉可利用熊本市、別府市發車的九州橫斷巴士。自駕則可由九州自動車道熊本交流道轉國道57號線、山脈高速公路、國道442號線前往。
另外，九州產交巴士與日田巴士亦有福岡出發的高速巴士。

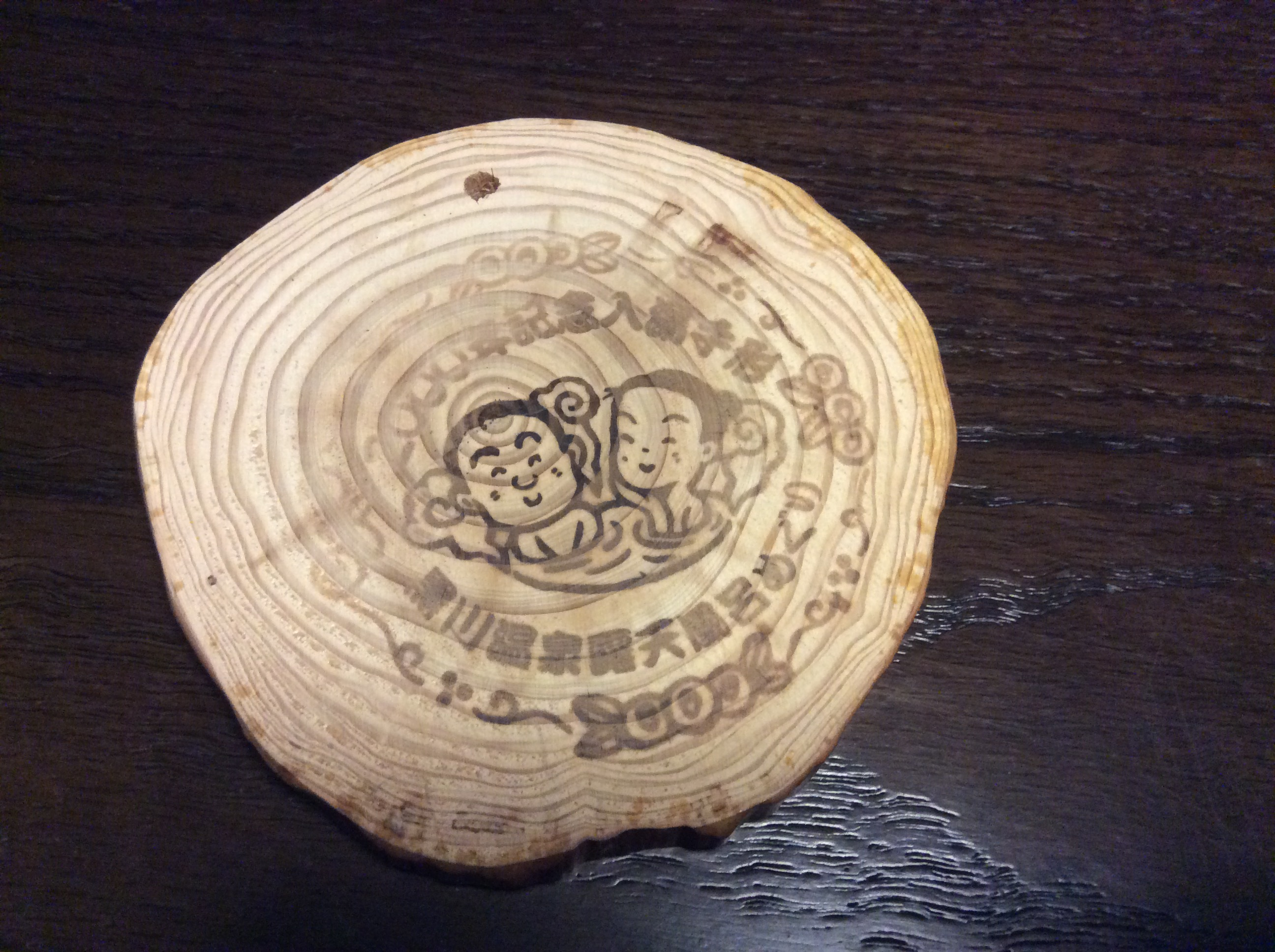
杉木作成的「2000年紀念入湯手形」（2012年10月14日）
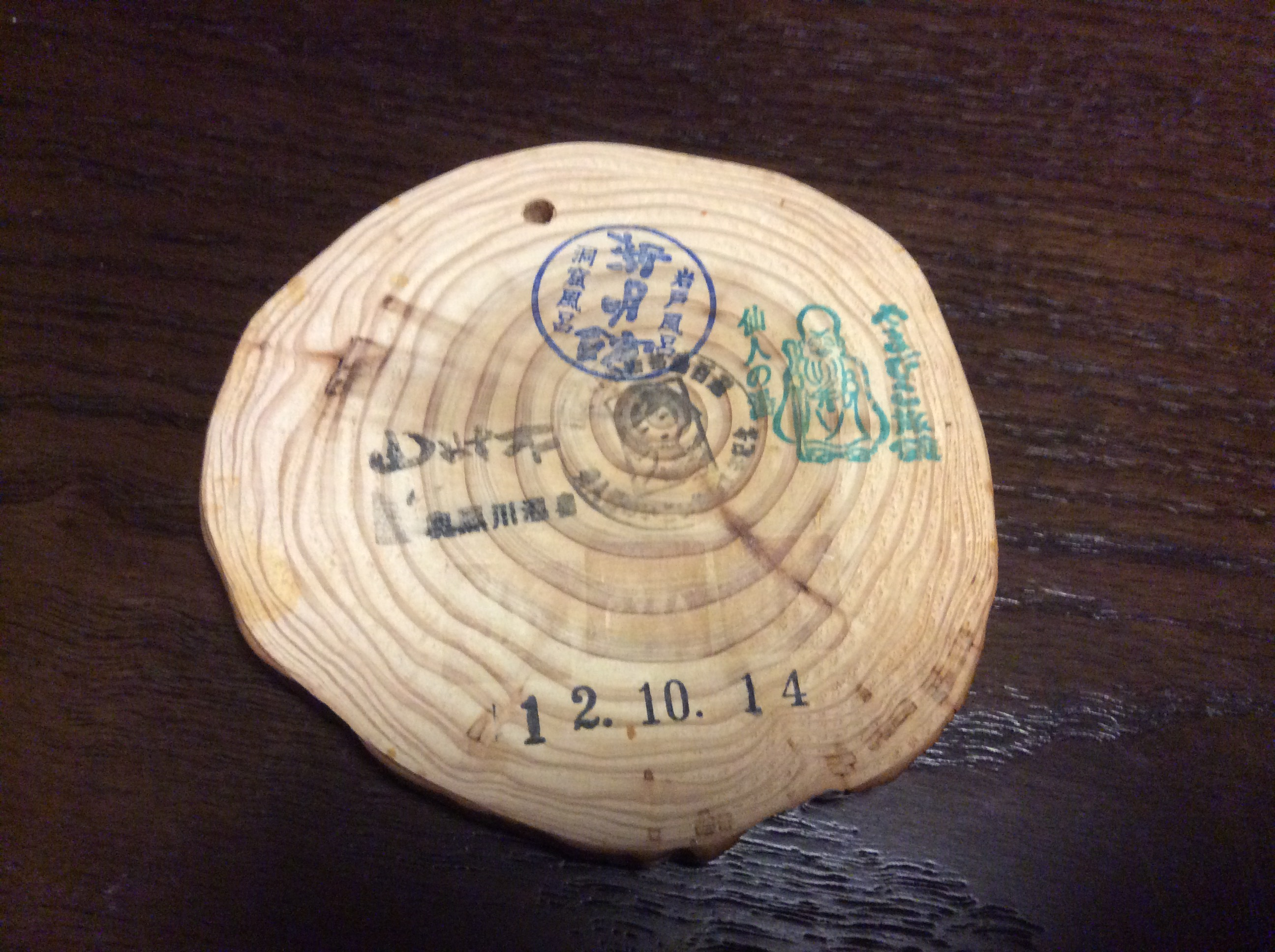
同左，內面印有「新月館」、「やまびこ旅館」、「山みず木」的印（2012年10月14日）

## 外部連結
- （日語） 黑川溫泉（页面存档备份，存于）